# مجتمع گلخانه‌ای سبزه‌کاران
مجتمع گلخانه‌ای سبزه کاران روستایی در دهستان پیشکوه بخش مرکزی شهرستان تفت استان یزد ایران است.

## جمعیت
بر پایه سرشماری عمومی نفوس و مسکن در سال ۱۳۹۵ جمعیت این روستا ۲۲ نفر (۵خانوار) بوده‌است.